# Ernst Casparsson
Ernst Gustaf Casparsson est un cavalier suédois de concours complet et de saut d'obstacles né le 15 novembre 1886 à Krokek et mort le 7 septembre 1973 à Kolmården. 
Au cours de sa carrière, il remporte une médaille d'or en concours complet par équipe lors des Jeux olympiques de Stockholm en 1912.